# Mylothrella
Mylothrella is een geslacht van rechtvleugeligen uit de familie sabelsprinkhanen (Tettigoniidae). De wetenschappelijke naam van dit geslacht is voor het eerst geldig gepubliceerd in 1960 door Beier.

## Soorten
Het geslacht Mylothrella  is monotypisch en omvat slechts de volgende soort:
- Mylothrella longipes (Brunner von Wattenwyl, 1895)